# Deutereulophus tennysoni
Deutereulophus tennysoni är en stekelart som först beskrevs av Girault 1913.  Deutereulophus tennysoni ingår i släktet Deutereulophus och familjen finglanssteklar. Inga underarter finns listade i Catalogue of Life.